# Socialistes Independents d'Extremadura
Socialistas Independientes d'Extremadura (SIEX) és un partit polític d'Extremadura. Prové del Partido Socialista Obrero Español, i va ser fundat el 1995. El seu fundador i principal líder fins al 2007 va ser José Antonio Jiménez, professor de matemàtiques a l'institut IES Pedro de Valdivia de Villanueva de la Serena. Aquest polític va ser vicepresident i conseller d'Economia i Hisenda de la Junta de Extremadura fins que el president Juan Carlos Rodríguez Ibarra el va destituir.
Entre 1999 i 2003 va ser alcalde de Villanueva de la Serena, gràcies a un pacte entre el seu partit, el Partido Popular i Izquierda Unida; impedint que el PSOE, que havia obtingut la major part dels vots locals governés. Va ser diputat a l'Asamblea de Extremadura per la coalició IU-SIEX, durant la legislatura 2003-2007.
El 24 de novembre del 2007 es va designar Antonio Corchero Durán com a nou secretari general del partit al III Congrés Regional del partit celebrat a Zafra; després de la marxa de José Antonio Jiménez.

## Resultats electorals
Es va presentar a les eleccions municipals de 1995, aconseguint 9.361 vots i 37 regidors a Extremadura. El 1999 va mantenir similars resultats electorals, amb 9.223 vots i 32 regidors.
A les eleccions autonòmiques a l'Asamblea de Extremadura, el grup va aconseguir el 1995, 12.153 vots (1,84%) i el 1999 només 6.238.
A les eleccions municipals i autonòmiques del 2003 s'hi va presentar en coalició amb Izquierda Unida, aconseguint ser la tercera força política extremenya. Van obtenir tres escons (6,27% dels vots) a l'Asamblea de Extremadura, un dels quals va ser ocupat pel líder de SIEX, José Antonio Jiménez.
A les eleccions autonòmiques del 2007, es va presentar també en coalició amb IU, aconseguint un 4,5% dels vots, i perdent la seva representació al parlament extremeny.
A les eleccions municipals es va presentar també en coalició a la majoria de les localitats, però també en solitari als municipis més importants. Va obtenir 4.204 vots (0,64%) on es va presentar en solitari, aconseguint 14 regidors (10 a la Província de Càceres i 4 a Badajoz).